# Жданов Володимир Іванович

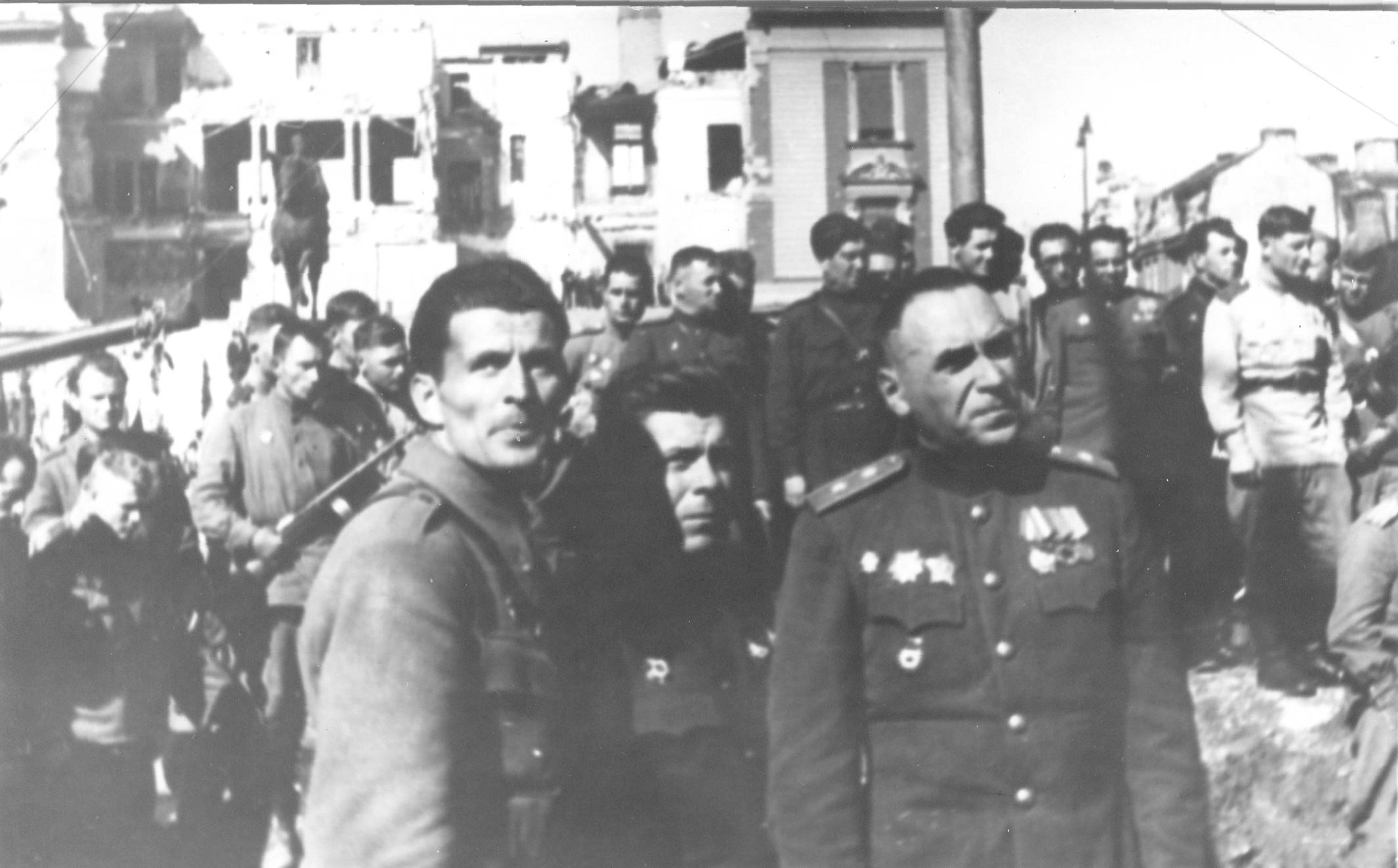
Володимир Жданов та Пеко Дапчевич в Белграді

Володимир Іванович Жданов (нар. 16 (29) квітня 1902, Київ — 19 жовтня 1964, поблизу Белграду) — радянський воєначальник; генерал-полковник, Герой Радянського Союзу.

## Біографія
Народився 16 (29) квітня 1902 року в Києві. Після здобуття середньої освіти працював в Єсентуках на електростанції.

## Військова служба

### Громадянська війна
В 1920 році був призваний до лав РСЧА та брав участь у громадянській війні.
Був демобілізований в 1921 році.

### Міжвоєнний період
В 1923 році був повторно призваний до лав РСЧА. В 1926 році закінчив Київську піхотну школу, в 1932 році- курси перепідготовки командного складу, в 1940 році заочно закінчив Військову академію імені М. В. Фрунзе, в 1942 році — прискорений курс Військової академії Генерального штабу.
В 1941 році вступив до лав ВКП(б) .

### Друга світова війна
З травня 1942 року Жданов брав участь у бойових діях.
З 19 травня 1942 року по 9 січня 1943 року служив на посаді начальника штабу 13-го танкового корпусу, який 9 січня 1943 року був перетворений в 4-й гвардійський механізований корпус.
З 1 по 17 липня 1942 року тимчасово виконував обов'язки командира 13-го танкового корпусу.
З 31 березня 1944 року до 9 травня 1945 року командував 4 гвардійським механізованим корпусом. проявив організаторські здібності під час Сталінградської битви, в боях на півдні України, в другій Яссько-Кишинівській операції, брав участь у визволенні Болгарії, Югославі, Угорщини.
20-25 серпня 1944 року гвардії генерал-майор Жданов відзначився в ході Яссько-Кишинівської операції, в якій корпус, яким він командував, прорвав оборону противника ні ріці Дністер та взяв участь в оточенні Кишинівського угруповання противника, першим вийшовши на ріку Прут.
В ході Белградської операції в жовтні 1944 року 4-й гвардійський механізований корпус під командуванням Жданова воював разом з НВАЮ.
13 вересня 1944 року Жданову було присвоєне звання Героя Радянського Союзу із врученням ордена Леніна та медалі «Золота зірка» (№ 3772). Того ж дня йому були присвоєне звання генерал-лейтенант танкових військ.
20 жовтня 1944 року за заслуги в боротьбі проти спільних ворогів, вклад у звільнення Белграда та інших регіонів Югославії Володимиру Івановичу Жданову було присвоєне звання Народного героя Югославії.

### Післявоєнний період
В 1950 році закінчив повний курс Вищої військової академії імені К. Є. Ворошилова із золотою медаллю, після чого був призначений на посаду начальника Військової академії бронетанкових військ. З травня 1951 року — начальник штабу — заступник командувача Далекосхідного військового округу. З серпня 1953 року — помічник командувача військами Південно-Уральського військового округу. З квітня 1954 року — помічник Головнокомандувача-начальник управління бойової підготовки Центральної групи військ. З вересня 1955 року — перший заступник командувача військами Забайкальського військового округу.
В 1957 році, коли зіпсувались стосунки між Хрущовим та Тіто, а потім і між СРСР та Югославією, Жданову було запропоновано відмовитись від звання Народного героя Югославії та відіслати Орден народного героя особисто Тіто з відповідною заявою. Жданов відмовився, відповівши Хрущову, що навіть Сталін в 1949 році не вимагав від нього такого вчинку. Після цього конфлікту Жданов був відправлений на посаду заступника командувача Забайкальського військового округу, відповідального за спортивну підготовку особового складу. В період правління Хрущова його ім'я було викреслене зі всіх військових довідників, енциклопедій та військово-історичних публікацій.
Тільки після того, як восени 1964 року Хрущов був усунутий з посади, Володимир Іванович Жданов повернувся в Москву. Йому було присвоєне звання генерал-полковника, а через чотири дні він як радник міністра оборони разом із начальником Генерального штабу маршалом С. С. Бірюзовим був скерований радянським урядом в Югославію на святкування 20-річного ювілею визволення Белграда. В умовах поганої видимості літак Іл-18 врізався в гору Авала за 20 км від Белграда. Всі пасажири літака та члени екіпажу загинули.
Похований на Новодівочому цвинтарі, Москва.

## Нагороди
- Герой Радянського Союзу (13 вересня 1944року);
- Народний герой Югославії (20 жовтня 1944 року);
- Орден Леніна (двічі);
- Орден Червоного Прапора (тричі);
- Орден Суворова 1-го ступеня:
- Орден Суворова 2-го ступеня (двічі);
- Орден Кутузова 2-го ступеня;
- Орден Червоної Зірки;
- Медалі.